# Russell Teibert
Russell James Teibert (* 22. Dezember 1992 in Niagara Falls) ist ein ehemaliger kanadischer Fußballspieler. Der Mittelfeldspieler verbrachte seine gesamte Profikarriere bei den Vancouver Whitecaps und war kanadischer Nationalspieler.

## Vereinskarriere
Teibert war für eine Reihe von Nachwuchsmannschaften im Jugendfußball von Ontario aktiv, bevor er im Sommer 2008 kurzzeitig für die Jugendakademie des Toronto FC spielte und im September 2008 in das Residency-Programm der Vancouver Whitecaps aufgenommen wurde. Mit dem Residency-Team spielte er 2009 und 2010 in der USL PDL und nahm an einer Reihe von internationalen Turnieren und Trainingslagern in den USA, Deutschland, Spanien und Japan teil. 2008 und 2009 wurde er jeweils als kanadischer U17-Spieler des Jahres ausgezeichnet. Sein Debüt in einer Profiliga gab der Mittelfeldakteur am 31. Juli 2010 in der kurzlebigen USSF Division 2 Professional League gegen die Carolina RailHawks. 
Die Whitecaps rückten zur Saison 2011 in die Major League Soccer auf und Teibert wurde am 17. März 2011 in den MLS-Kader aufgenommen. Er unterzeichnete dabei als Homegrown Player einen Generation-Adidas-Vertrag mit der MLS. Dadurch zählt sein Gehalt, das zudem höher ist als bei üblichen Developmental Contracts, nicht zum Salary Cap und Teibert ist automatisch bei Expansion Drafts geschützt. Sein Debüt in der MLS gab er 2011 zum Saisonauftakt beim 4:2-Erfolg gegen Toronto. Nachdem er von 2011 bis 2013 noch einige Spiele in der MLS Reserve League absolviert hatte, gelang ihm in der Saison 2013 der Durchbruch in der ersten Mannschaft. 2015 wurde er mit seiner Mannschaft Sieger der Canadian Championship und als bester Spieler des Turniers mit der George Gross Memorial Trophy ausgezeichnet. 2022 und 2023 gewann er mit der Mannschaft jeweils erneut die kanadische Meisterschaft.
Bis Ende 2023 bestritt er mit den Whitecaps als dienstältester Spieler der Mannschaft insgesamt 253 MLS-Spiele, ehe er seine Spielerkarriere nach 16 Jahren im Verein beendete.

## Nationalmannschaft
Teibert gehörte seit November 2008 zum Aufgebot kanadischer Juniorenauswahlen. 2009 führte er das kanadische U-17-Team bei der CONCACAF U-17-Meisterschaft als Kapitän an und erzielte im ersten Gruppenspiel beim 1:1-Unentschieden gegen Honduras den kanadischen Treffer per Strafstoß. Durch Niederlagen gegen die USA und Kuba in den folgenden beiden Partien wurde die Qualifikation für die U-17-Weltmeisterschaft 2009 in Nigeria verpasst. Ab 2010 gehörte Teibert zum U-20-Aufgebot und scheiterte mit dem Team bei der CONCACAF U-20-Meisterschaft 2011 durch eine 0:3-Niederlage im Viertelfinale gegen Mexiko an der Qualifikation für die Junioren-Weltmeisterschaft 2011 in Kolumbien. Mit der U-23-Mannschaft nahm Teibert 2012 am Qualifikationsturnier für die Olympischen Spiele in London teil, bei dem Kanada durch eine Halbfinalniederlage gegen Mexiko die Qualifikation verpasste.
Mit 19 Jahren kam Teibert im August 2012 gegen Trinidad und Tobago erstmals für die kanadische A-Nationalmannschaft zum Einsatz. Bis 2020 absolvierte Teibert 27 Länderspiele und nahm mit der Mannschaft 2013, 2015, 2017 und 2019 an insgesamt vier Auflagen des CONCACAF Gold Cups teil.

## Erfolge
- Canadian Championship: 2015, 2022, 2023
- George Gross Memorial Trophy als bester Spieler der Canadian Championship: 2015
- Kanadischer U17-Spieler des Jahres: 2008, 2009